# Sore
Sore é uma comuna francesa na região administrativa da Nova Aquitânia, no departamento Landes. Estende-se por uma área de 147,17 km². Em 2010 a comuna tinha 1 160 habitantes (densidade: 7,9 hab./km²).